# Florițoaia Veche
Floriţoaia Veche è un comune della Moldavia situato nel distretto di Ungheni di 2.096 abitanti al censimento del 2004.

## Località
Il comune è formato dall'insieme della seguenti località (popolazione 2004):
- Floriţoaia Veche (920 abitanti)
- Floriţoaia Nouă (435 abitanti)
- Grozasca (741 abitanti)